# Гладнев, Анатолий Иванович
Анато́лий Ива́нович Гла́днев (16 октября 1939, Воронеж — 12 июля 2023, там же) — советский и российский актёр театра, народный артист Российской Федерации (1997).

## Биография
Родился 16 октября 1939 года в Воронеже. В 1963 году окончил Воронежский сельскохозяйственный институт. Участвовал в работе драматического кружка.
В 1968 году окончил Воронежский филиал Ленинградского института театра, музыки и кино.
С 1964 года — в труппе Воронежского академического театра драмы имени А. В. Кольцова.
Был руководителем художественного совета театра. Прослужил в театре почти 60 лет и сыграл более 100 ролей.
Педагог по сценическому движению, и. о. профессора Воронежской государственной академии искусств.
Лауреат Всероссийского фестиваля имени Н. Х. Рыбакова в номинации «Актёр России».
Лауреат премии ЦФО в области литературы и искусства за 2009 год. Лауреат Российской национальной театральной премии «Золотая маска» «За выдающийся вклад в развитие театрального искусства» (2018). Почётный гражданин Воронежской области (2019).
Скончался 12 июля 2023 года в Воронеже на 84-м году жизни. Похоронен на Коминтерновском кладбище Воронежа.

## Роли в театре
- «Ханума» А. А. Сарадели  — Князь
- «Ревизор» Н. В. Гоголя  — Городничий
- «Без вины виноватые» А. Н. Островского  — Дудукин
- «Мария Стюарт» Ф. Шиллера  — Мортимер
- «Дядя Ваня» А. П. Чехова  — Михаил Львович Астров
- «На дне» М. Горького  — Барон
- «Бег» М. А. Булгакова — Григорий Лукьянович Чарнота
- «Зойкина квартира» М. А. Булгакова  — Гусь-Ремонтный
- «Наедине со всеми» А. И. Гельмана  — Голубев
- «Спортивные сцены 1981 года» Э. С. Радзинского  — Михалёв
- «Утиная охота» А. В. Вампилова — Вадим Андреевич Кушак
- «Дама-невидимка» П. Кальдерона — Дон Мануэль
- «Все в саду» Э. Олби  — Джек
- «Трамвай «Желание» Т. Уильямса  — Харольд «Митч» Митчелл